# Peter Haigh
Pour les articles homonymes, voir Haigh.
Peter Varley Haigh (né le 28 juillet 1925 à Londres, 18 janvier 2001 à Haverfordwest) est un speaker britannique de la BBC Television.

## Biographie
Ce fils d'ingénieur fait sa scolarité à Aldenham et Hertfordshire. En 1944, il fait partie du cinquième bataillon des Welsh Guards. Il sert en Palestine et en Égypte puis rejoint le British Forces Broadcasting Service à Jérusalem. Il travaille ensuite à Mombasa, au Kenya.
Après avoir quitté l'armée, il devient speaker à BBC Radio puis à BBC Television en avril 1952 après un essai à Alexandra Palace. Il rejoint l'équipe autour de McDonald Hobley et Sylvia Peters. Il vient à présenter Come Dancing et Picture Parade, une émission de critique du cinéma en compagnie de Derek Bond.
En 1958, il est le commentateur de la BBC au Concours Eurovision de la chanson. Il est de nouveau pour la radio en 1962. Pendant les années 1960, il anime Movie Go Round le dimanche après-midi.
L'apparition de la publicité à la télévision en 1955 le rend désuet, sa carrière décline. Après un divorce, il se remarie en 1957 avec l'actrice Jill Adams.
Dans les années 1970, il s'installe au Portugal et ouvre un bar-restaurant pour les touristes britannique. Il y rencontre sa deuxième épouse, Inge, une Allemande. Ils reviennent en Angleterre dans les années 1980. Sans reprendre une carrière, il fait occasionnellement des annonces et la voix-off.

## Source de la traduction
- (de) Cet article est partiellement ou en totalité issu de l’article de Wikipédia en allemand intitulé « Peter Haigh » (voir la liste des auteurs).